# بطولة قطر المفتوحة للتنس
قطر اكسون موبيل المفتوحة أو قطر المفتوحة (بالإنجليزية: Qatar ExxonMobil Open) هي بطولة كرة مضرب تقام على الملاعب الصلبة في الهواء الطلق. وهي جزء من سلسلة بطولات رابطة محترفي التنس 500 نقطة ضمن رابطة محترفي كرة المضرب، وتقام في بداية كل عام في شهر يناير في مجمع خليفة الدولي للتنس في مدينة الدوحة، قطر. وقد إنطلقت البطولة في عام 1993.

## إحصائيات
- الأكثر حصولاً على الألقاب في الفردي: 3
  -  روجر فيدرير (2005، 2006، 2011)
- الأكثر حصولاً على الألقاب على التوالي في الفردي: 2
  -  ستيفان إدبرغ (1994–1995)
  -  روجر فيدرير (2005–2006)
  -  أندي موراي (2008–2009)
- الأكثر وصولاً للنهائي في الفردي: 3
  -  رافاييل نادال (2010، 2014، 2016)
  -  روجر فيدرير (2005، 2006، 2011)
  -  إيفان ليوبيسيتش (2004، 2005، 2007)
  -  أندي موراي (2007، 2008، 2009)
  -  نيكولاي دافيدينكو (2010، 2011، 2013)
- الأكثر وصولاً للنهائي على التوالي في الفردي: 3
  -  أندي موراي (2007–2009)
- الأكثر حصولاً على الألقاب في الزوجي: 4
  -  رافاييل نادال (2005، 2009، 2011، 2015)
- الأكثر وصولاً للنهائي في الزوجي: 4
  -  مارك نولز (1996، 2000، 2001، 2003)
  -  دانييل نيستور (1996، 2001، 2003، 2009)
  -  رافاييل نادال (2005، 2009، 2011، 2015)

## نتائج البطولات

### الفردي
| السنة                                      | البطل             | الوصيف             | النتيجة                 |
| ------------------------------------------ | ----------------- | ------------------ | ----------------------- |
| 2016                                       | نوفاك دجوكوفيتش   | رافاييل نادال      | 1-6، 2-6                |
| 2015                                       | دافيد فيرير       | توماس بيرديتش      | 4-6، 5-7                |
| 2014                                       | رافاييل نادال     | جايل مونفيس        | 6–1, 6–7(5–7), 6–2      |
| بطولة قطر اكسون موبيل المفتوحة للتنس 2013 ‏ | ريشارد جاسكيه     | نيكولاي دافيدينكو  | 3–6, 7–6, 6–3           |
| بطولة قطر اكسون موبيل المفتوحة للتنس 2012 ‏ | جو ويلفرد تسونجا  | جايل مونفيس        | 7–5, 6–3                |
| بطولة قطر اكسون موبيل المفتوحة للتنس 2011 ‏ | روجر فيدرير       | نيكولاي دافيدينكو  | 6–3, 6–4                |
| بطولة قطر اكسون موبيل المفتوحة للتنس 2010 ‏ | نيكولاي دافيدينكو | رافاييل نادال      | 0–6, 7–6(10–8), 6–4     |
| بطولة قطر اكسون موبيل المفتوحة للتنس 2009 ‏ | أندي موراي        | أندي روديك         | 6–4, 6–2                |
| بطولة قطر اكسون موبيل المفتوحة للتنس 2008 ‏ | أندي موراي        | ستانيسلاس فافرينكا | 6–4, 4–6, 6–2           |
| بطولة قطر اكسون موبيل المفتوحة للتنس 2007 ‏ | إيفان ليوبيسيتش   | أندي موراي         | 6–4, 6–4                |
| بطولة قطر اكسون موبيل المفتوحة للتنس 2006 ‏ | روجر فيدرير       | جايل مونفيس        | 6–3, 7–6(7–5)           |
| بطولة قطر اكسون موبيل المفتوحة للتنس 2005 ‏ | روجر فيدرير       | إيفان ليوبيسيتش    | 6–3, 6–1                |
| بطولة قطر اكسون موبيل المفتوحة للتنس 2004 ‏ | نيكولا اسكوديه    | إيفان ليوبيسيتش    | 6–3, 7–6(7–4)           |
| بطولة قطر اكسون موبيل المفتوحة للتنس 2003 ‏ | ستيفان كوبيك      | جان مايكل غامبيل   | 6–4, 6–4                |
| بطولة قطر اكسون موبيل المفتوحة للتنس 2002 ‏ | يونس العيناوي     | فيليكس مانتيلا     | 4–6, 6–2, 6–2           |
| بطولة قطر اكسون موبيل المفتوحة للتنس 2001 ‏ | مارسيلو ريوس      | بودان يوليهراتش    | 6–3, 2–6, 6–3           |
| بطولة قطر اكسون موبيل المفتوحة للتنس 2000 ‏ | فابريس سانتورو    | راينر شوتلر        | 3–6, 7–5, 3–0 ret.      |
| 1999                                       | راينر شوتلر       | تيم هينمان         | 6–4, 5–7, 6–1           |
| بطولة قطر اكسون موبيل المفتوحة للتنس 1998 ‏ | بيتر كوردا        | فابريس سانتورو     | 6–0, 6–3                |
| بطولة قطر اكسون موبيل المفتوحة للتنس 1997 ‏ | جيم كورير         | تيم هينمان         | 7–5, 6–7(5–7), 6–2      |
| بطولة قطر اكسون موبيل المفتوحة للتنس 1996 ‏ | بيتر كوردا        | يونس العيناوي      | 7–6(7–5), 2–6, 7–6(7–5) |
| بطولة قطر اكسون موبيل المفتوحة للتنس 1995 ‏ | ستيفان إدبرغ      | ماغنوس لارسون      | 7–6(7–4), 6–1           |
| بطولة قطر اكسون موبيل المفتوحة للتنس 1994 ‏ | ستيفان إدبرغ      | بول هارهويس        | 6–3, 6–2                |
| بطولة قطر اكسون موبيل المفتوحة للتنس 1993 ‏ | بورس بيكر         | غوران إيفانيسيفيش  | 7–6(7–4), 4–6, 7–5      |

### الزوجي
| السنة                                      | الأبطال                            | الوصافة                         | النتيجة          |
| ------------------------------------------ | ---------------------------------- | ------------------------------- | ---------------- |
| 2016                                       | فيليسيانو لوبيز مارك لوبيث         | أليكساندر بيا فيليب بيتشنر      | 4-6، 3-6         |
| 2015                                       | رافاييل نادال خوان موناكو          | جوليان نول فيليب اوزوالد        | 3-6، 4-6         |
| 2014                                       | توماس بيرديتش يان هاجيك            | أليكساندر بيا برونو سواريز      | 6–2, 6–4         |
| 2013                                       | كريستوفر كاس فيليب كولشرايبر       | جوليان نول فيليب بولاسك         | 7–5, 6–4         |
| بطولة قطر اكسون موبيل المفتوحة للتنس 2012 ‏ | فيليب بولاسك لوكاس روسول           | كريستوفر كاس فيليب كولشرايبر    | 6–3, 6–4         |
| بطولة قطر اكسون موبيل المفتوحة للتنس 2011 ‏ | مارك لوبيث رافاييل نادال           | دانييلي براشييلي أندرياس سيبي   | 6–3, 7–6(7–4)    |
| بطولة قطر اكسون موبيل المفتوحة للتنس 2010 ‏ | جويرمو جارسيا لوبيز ألبرت مونتانيس | فرانتيسيك تشيرماك ميكال مرتيناك | 6–4, 7–5         |
| بطولة قطر اكسون موبيل المفتوحة للتنس 2009 ‏ | مارك لوبيث رافاييل نادال           | دانييل نيستور نيناد زيمونيتش    | 4–6, 6–4, [10–8] |
| بطولة قطر اكسون موبيل المفتوحة للتنس 2008 ‏ | فيليب كولشرايبر ديفيد شكوخ         | جيف كوتزي ويسلي مودي            | 6–4, 4–6, [11–9] |
| بطولة قطر اكسون موبيل المفتوحة للتنس 2007 ‏ | نيناد زيمونيتش ميخائيل يوجني       | مارتن دام ليندر بايس            | 6–1, 7–6(7–3)    |
| بطولة قطر اكسون موبيل المفتوحة للتنس 2006 ‏ | جوناس بيوركمان ماكس ميرني          | كريستوف روخوس أوليفيه روكوس     | 2–6, 6–3, [10–8] |
| بطولة قطر اكسون موبيل المفتوحة للتنس 2005 ‏ | ألبيرت كوستا رافاييل نادال         | أندريه بافل ميخائيل يوجني       | 6–3, 4–6, 6–3    |
| بطولة قطر اكسون موبيل المفتوحة للتنس 2004 ‏ | مارتن دام سيريل سوك                | ستيفان كوبيك أندي روديك         | 6–2, 6–4         |
| بطولة قطر اكسون موبيل المفتوحة للتنس 2003 ‏ | مارتن دام سيريل سوك                | مارك نولز دانييل نيستور         | 6–4, 7–6(10–8)   |
| بطولة قطر اكسون موبيل المفتوحة للتنس 2002 ‏ | دونالد جونسون جاريد بالمر          | جيري نوفاك ديفيد رايكل          | 6–3, 7–6(7–5)    |
| 2001                                       | مارك نولز دانييل نيستور            | جوان بالسيلز أندريه أولهوفسكي   | 6–3, 6–1         |
| بطولة قطر اكسون موبيل المفتوحة للتنس 2000 ‏ | مارك نولز ماكس ميرني               | اليكس اوبراين جاريد بالمر       | 6–3, 6–4         |
| 1999                                       | اليكس اوبراين جاريد بالمر          | بيت نورفال كيفن أولييت          | 6–3, 6–4         |
| بطولة قطر اكسون موبيل المفتوحة للتنس 1998 ‏ | ماهيش بوباثي ليندر بايس            | أولييفه دوليتخ فابريس سانتورو   | 6–4, 3–6, 6–4    |
| بطولة قطر اكسون موبيل المفتوحة للتنس 1997 ‏ | جاكو التينغ بول هارهويس            | باتريك فريدريكسون ماجنوس نورمان | 6–3, 6–2         |
| بطولة قطر اكسون موبيل المفتوحة للتنس 1996 ‏ | مارك نولز دانييل نيستور            | جاكو التينغ بول هارهويس         | 7–6, 6–3         |
| بطولة قطر اكسون موبيل المفتوحة للتنس 1995 ‏ | ستيفان إدبرغ ماغنوس لارسون         | أندريه أولهوفسكي يان سيميرينك   | 7–6, 6–2         |
| بطولة قطر اكسون موبيل المفتوحة للتنس 1994 ‏ | أولييفه دوليتخ ستيفان سيميان       | شيلبي كانون بايرون تالبوت       | 6–3, 6–3         |
| بطولة قطر اكسون موبيل المفتوحة للتنس 1993 ‏ | بورس بيكر باتريك بولد              | شيلبي كانون سكوت ميلفيل         | 6–2، 6–4         |

## وصلات داخلية
- قطر المفتوحة 2015 (ATP)